# La Chapelle de Québec
La Chapelle de Québec est un chœur québécois formé de chanteurs professionnels qui se réunit deux ou trois fois par saison pour donner avec Les Violons du Roy les grandes œuvres du répertoire pour chœur et orchestre, en particulier celui du XVIIIe siècle.

## Histoire
Le chœur de chambre a été fondé en 1985 par Bernard Labadie. La plupart des choristes proviennent de Québec et des environs, mais aussi ailleurs au Québec et dans le reste du Canada. Ils donnent deux à trois concert par année accompagné par Les Violons du Roy. 

## Prix
La Chapelle de Québec a remporté un prix Juno pour le Requiem de Mozart paru en 2002.